# Miom
MIOM (rusă: МИОМ) este o autospecială de mascare și imitare, aflată în dotarea Forțelor de Rachete Strategice (SMF), care are ca principală misiune asigurarea supraviețuirii sistemelor mobile de rachete intercontinental balistice de tipul Topol-M.